# Suzaka
Suzaka (jap. 須坂市, -shi) ist eine Stadt im Zentrum der Präfektur Nagano auf der japanischen Hauptinsel Honshū.

## Geschichte
Die Stadt Suzaka wurde am 1. April 1954 gegründet.

## Verkehr
Suzaka ist über die Jōshin’etsu-Autobahn sowie die Nationalstraßen 403 und 406 erreichbar. Durch die Stadt verläuft die Nagaden Nagano-Linie der Bahngesellschaft Nagano Dentetsu, wobei der Bahnhof Suzaka der betriebliche Mittelpunkt dieser Bahnstrecke ist. Bis 2012 bestand auch die Nagaden Yashiro-Linie nach Yashiro.

## Städtepartnerschaften

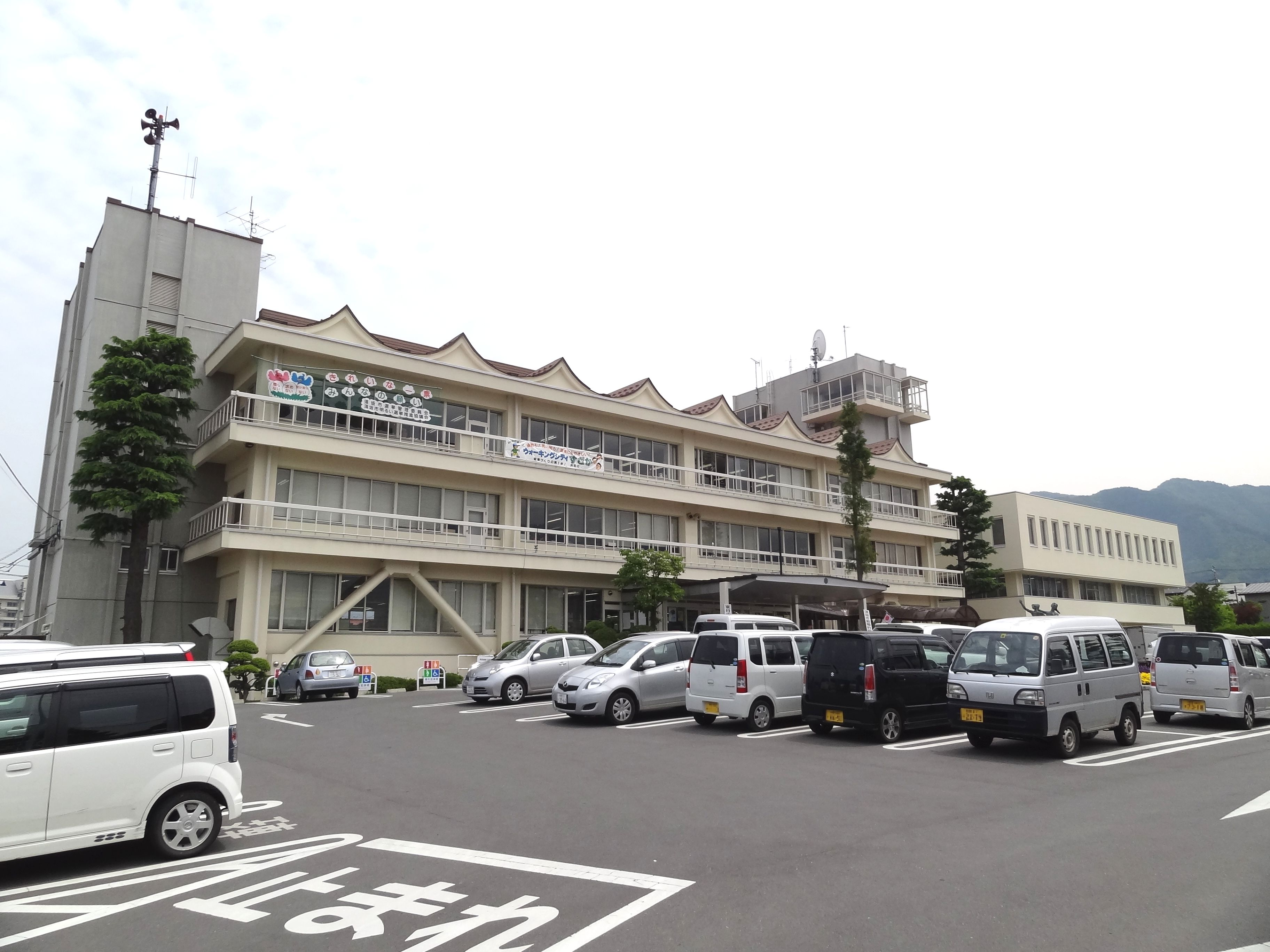
Rathaus

- Siping, VR China

## Angrenzende Städte und Gemeinden
- Präfektur Nagano
  - Nagano
  - Ueda
  - Takayama
  - Obuse
- Präfektur Gunma
  - Tsumagoi

## Persönlichkeiten
- Yoshiki Takahashi (* 1985), Fußballspieler